# Sculptures de visées
Sculptures de visées également nommées Sculptures Bachelard en hommage à l'auteur de La poétique de l'espace, est une œuvre de l’artiste Jean-Max Albert située à Paris, en France. Installée en 1986 dans le parc de la Villette, il s'agit d'un ensemble de 8 sculptures disposées sur le pourtour et le bassin du jardin de la treille. C'est une œuvre  in situ.

## Description et Interprétation
L'œuvre prend la forme d'une installation comportant deux parties distinctes :
- les Sculptures de visées, sculptures en bronze, patine verte, de 15 × 15 × 4 cm environ pour chacune.
- Le reflet transgressant sa nature symétrique, sculpture en bronze, patine verte, 120 × 80 × 60 cm, fonderie Landowski.

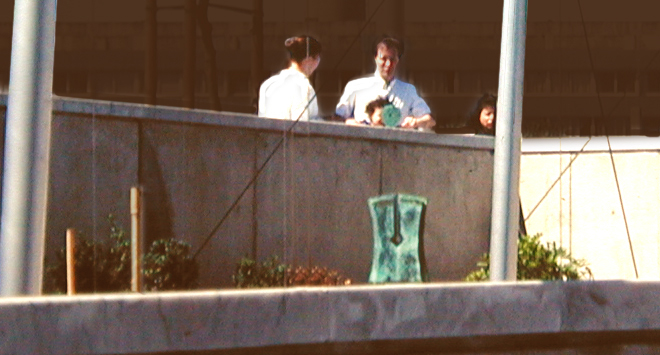
Sculpture Bachelard IV 1985

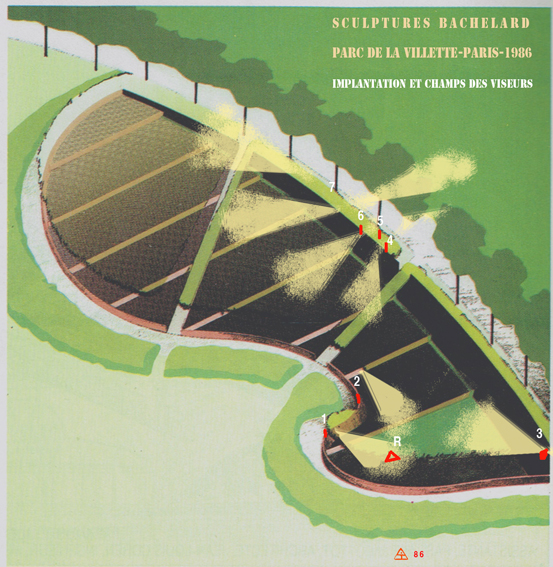
Sculptures Bachelard (Sculptures de visées) Implantation 1986

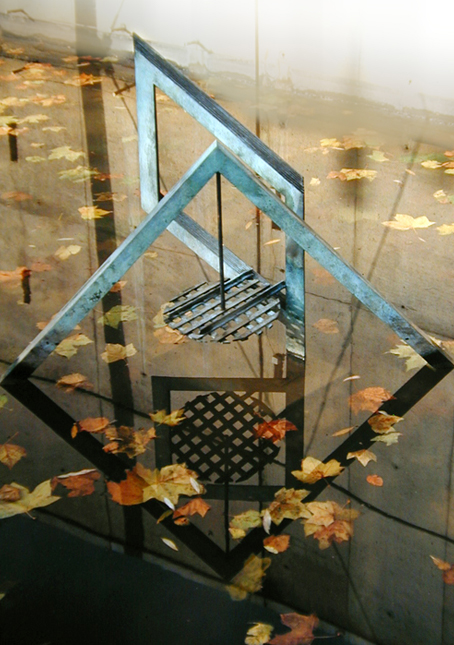
Reflet anamorphose, Sculpture en bronze, Jardin de la treille.1985

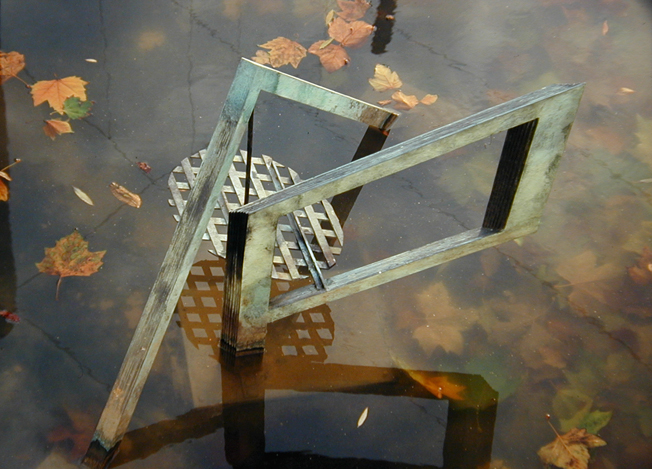
Reflet sans anamorphose, Sculpture en bronze, Jardin de la treille.1985

Sculptures de Visées ou résumés d'espaces
Une sculpture de visée propose de « restituer, sous la forme d'une petite pièce en bronze, la qualité de la portion spécifique d'espace qu'elle vise ». Non pas dans le sens d'une photographie ou d'une maquette mais celle, plus abstraite, du caractère d'un lieu. La sculpture présente ces portions d'espace transposées dans un résumé géométrique. Ce concentré, aggloméré comme une sorte de noyau d’un lieu représente si l'on veut et dans une vision animiste : l'esprit de cet espace.
Ce serait une sorte d’appareil photo ne disposant que d’une prise de vue unique et pétrifié par l’environnement qu’il a visé.
La sculpture-viseur « inverse la situation commune d’une sculpture qui est de se trouver dans le site, en incluant pour l'occasion le site dans la sculpture ». Parce qu'elle inclut les dimensions de l'espace concerné, elle est, à proprement parler, sans échelle. Les sculptures de visées ne se découvrent que dans une proximité qui correspond justement à l’espace concerné. Pour « aérer l’espace plutôt que de l’obstruer », elles sont de petites dimensions et semblent, comme des moineaux, posées provisoirement mais restent pourtant solidement arrimées au lieu : le pourtour du jardin de la treille. Les sculptures suggèrent les différentes qualités des espaces conçus par Bernard Tschumi, Gilles Vexlard et Laurence Vacherot.
Six des sept viseurs concernent ainsi le caractère de différents points de vue. Le septième indique un événement plus précis : un petit assemblage en bronze, dans l'angle d'un bassin en contrebas du jardin thématique, reprend la tradition du jardin qui est de dissimuler des images, des perspectives ou des symboles.
Sous condition qu'il y ait de l'eau dans le bassin et encore de la position du soleil, l'œil averti de perspective s'étonnera que le reflet de cet élément apparemment hétéroclite forme une figure géométrique régulière : le reflet montre un cercle enchâssé dans un carré lui-même inscrit dans un triangle. Cette figure fait référence au principe du plan directeur de Bernard Tschumi.

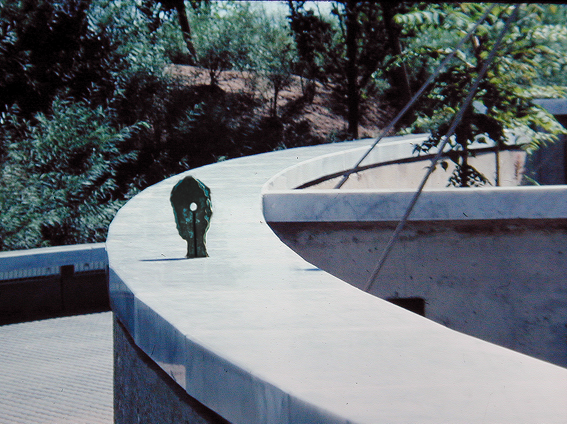
Sculpture viseur Bachelard II.
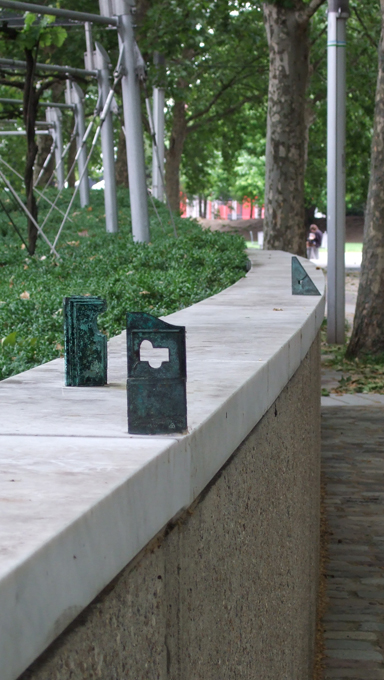
Sculpture viseur Bachelard I, III, V.
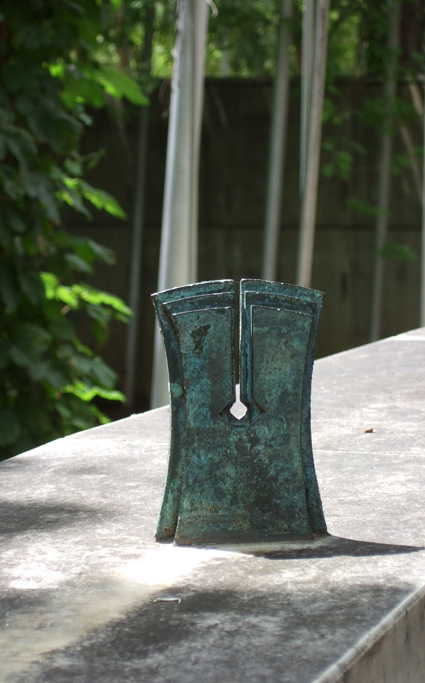
Sculpture viseur Bachelard IV.
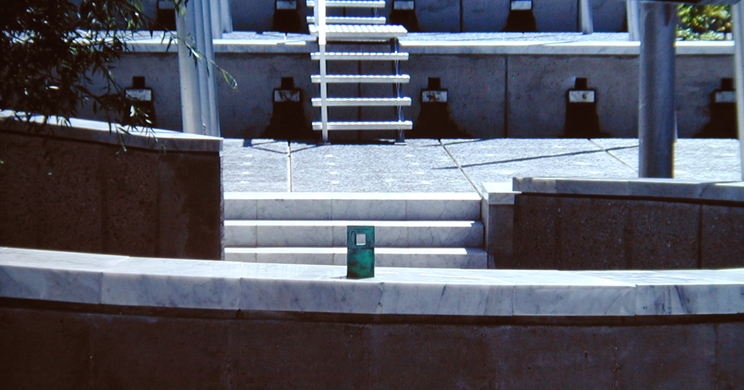
Sculpture viseur Bachelard VII.
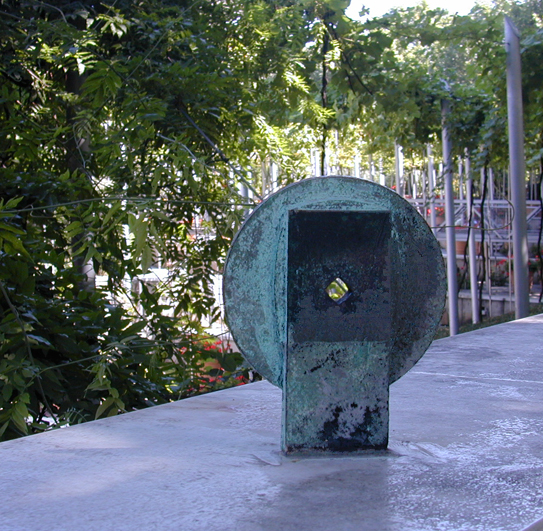
Sculpture viseur Bachelard VI.

## Localisation
L'œuvre est installée sur le pourtour du jardin de la treille dans le parc de la Villette, au nord de la grande halle et à proximité du canal de l'Ourcq.

## Artiste
Jean-Max Albert (né en 1942) est un peintre, sculpteur, écrivain et musicien français.

## La commande de l’œuvre
Sous l'impulsion de François Mitterrand, des "Grands travaux" sont entrepris, dès le début de son premier mandat présidentiel. De nombreuses œuvres publiques seront ainsi réalisées dans le cadre de ce renouveau artistique initié par l’État.
En février 1986, l’Établissement public du parc de la Villette (EPPV) passe la commande à Jean-Max Albert.